# Muscoline
Muscoline är en ort och kommun i provinsen Brescia i regionen Lombardiet i Italien. Kommunen hade 2 679 invånare (2018).